# Live Undead
Live Undead ist das erste Live-Album der Thrash-Metal-Band Slayer.

## Entstehung
Das Album entstand während der Tour zur EP Haunting the Chapel. Es wurde in einem Raum mit nur wenigen Zuschauern in New York City aufgenommen. Zuweilen wurde dies angezweifelt und ein Studio als Aufnahmeort vermutet. Auf die Frage, ob die Zuschauer unecht seien, entgegnete Produzent Bill Metoyer ausweichend: „I don’t know if I should tell you.“ („Ich weiß nicht, ob ich es dir/euch/Ihnen erzählen sollte.“) Er fuhr fort: „Isn’t that one of those great industry secrets? Let’s just say that when you’re doing a live record, you want live sound – even if perhaps the microphones didn’t pick up the audience properly.“

## Rezeption
Ned Raggett von Allmusic vergab 2,5 von fünf Sternen. Er schrieb, Live Undead sei „nur für die Hardcore-Fans wirklich notwendig, insbesondere verglichen mit Decade of Aggression“ („isn't really necessary except for the hardest of hardcore fans in the end, especially in comparison to Decade of Aggression“). Tom Lubowski besprach das Album im Metal Hammer als exemplarisches Beispiel dafür, dass Slayer "in Originalbesetzung die noch jungen Früchte ihres wilden Geknüppels [...] vom Stapel [lassen]." Trotz der bis heute ungeklärten Aufnahmebedingungen – ob nun tatsächlich live aufgenommen oder im Studio nachgekünstelt – sei das Live Undead "ein definitives Must-Have, jedenfalls für beinharte Fans."

## Titelliste
1. Black Magic – 3:57
2. Die by the Sword – 4:03
3. Captor of Sin – 3:32
4. The Antichrist – 3:13
5. Evil Has No Boundaries – 2:58
6. Show No Mercy – 3:02
7. Aggressive Perfector – 2:29

Bonustitel
1. Chemical Warfare – 6:02

Bonustitel (Re-release)
1. Chemical Warfare – 6:02
2. Captor of Sin – 3:29
3. Haunting the Chapel – 3:56